# Copa de la Liga Profesional
Die Copa de la Liga Profesional, in der ersten Auflage offiziell Copa Diego Armando Maradona genannt, ist ein argentinischer Fußball-Pokalwettbewerb. Der Pokal wurde von der Liga Profesional de Fútbol geplant und organisiert, einer der Asociación del Fútbol Argentino (AFA) angeschlossenen Einrichtung, die die aufgelöste Superliga Argentina ersetzte. Dieser Pokal wurde als Ausweichwettbewerb und Nachfolger der nur einmal vollständig ausgetragenen Copa de la Superliga konzipiert, nachdem der Zeitplan für eine reguläre Ligasaison aufgrund der COVID-19-Pandemie wiederholt verschoben worden war und seitdem in unterschiedlichen Formaten jährlich ausgetragen.

## Modus
Die erste Ausgabe wurde von den 24 Mannschaften bestritten, die an der Meisterschaft der Primera División 2019/20 teilgenommen hatten. Sie wurden in sechs Gruppen zu je vier Mannschaften eingeteilt und spielten in einer Doppelrunde. In jeder Zone stiegen die beiden besten Mannschaften in die "Fase Campeón" auf, während die beiden untersten Mannschaften in die "Fase Complementación" aufstiegen. In der Fase Campeón wurden die 12 qualifizierten Mannschaften in zwei Gruppen zu je sechs Mannschaften aufgeteilt, in denen sie ein einziges Rundenturnier spielten. Die Sieger jeder Gruppe bestritten das Endspiel an einem neutralen Ort. Der Sieger des Finales der Fase Campeón wurde zum Pokalsieger gekürt und qualifizierte sich gleichzeitig für die Copa Libertadores. Der Sieger der im selben Modus ausgetragenen Fase Complementación qualifizierte sich für die Copa Sudamericana.
An der zweiten Ausgabe des Wettbewerbs nahmen 26 Mannschaften teil, darunter zwei aus der zweithöchsten Spielklasse. An der dritten Ausgabe von 2022 nahmen 28 Mannschaften teil, welche in zwei Gruppen mit Doppelrunden eingeteilt wurden. Die besten 14 Teams spielten danach im K.-o.-System den Sieger aus.

## Sieger

### Liste der Endspiele
| Saison | Sieger                  | Ergebnis             | Finalist        |
| ------ | ----------------------- | -------------------- | --------------- |
| 2020   | Boca Juniors            | 1:1 n. V.; 5:3 i. E. | CA Banfield     |
| 2021   | CA Colón                | 3:0                  | Racing Club     |
| 2022   | Boca Juniors            | 3:0                  | CA Tigre        |
| 2023   | Rosario Central         | 1:0                  | CA Platense     |
| 2024   | Estudiantes de La Plata | 1:1 n. V.; 4:3 i. E. | Vélez Sarsfield |

### Rangliste der Sieger
| Verein                    | Siege | Jahr(e)    |
| ------------------------- | ----- | ---------- |
| 0 Boca Juniors            | 2     | 2020, 2022 |
| 0 CA Colón                | 1     | 2021       |
| 0 Rosario Central         | 1     | 2023       |
| 0 Estudiantes de La Plata | 1     | 2024       |